# 애드리안 댄틀리

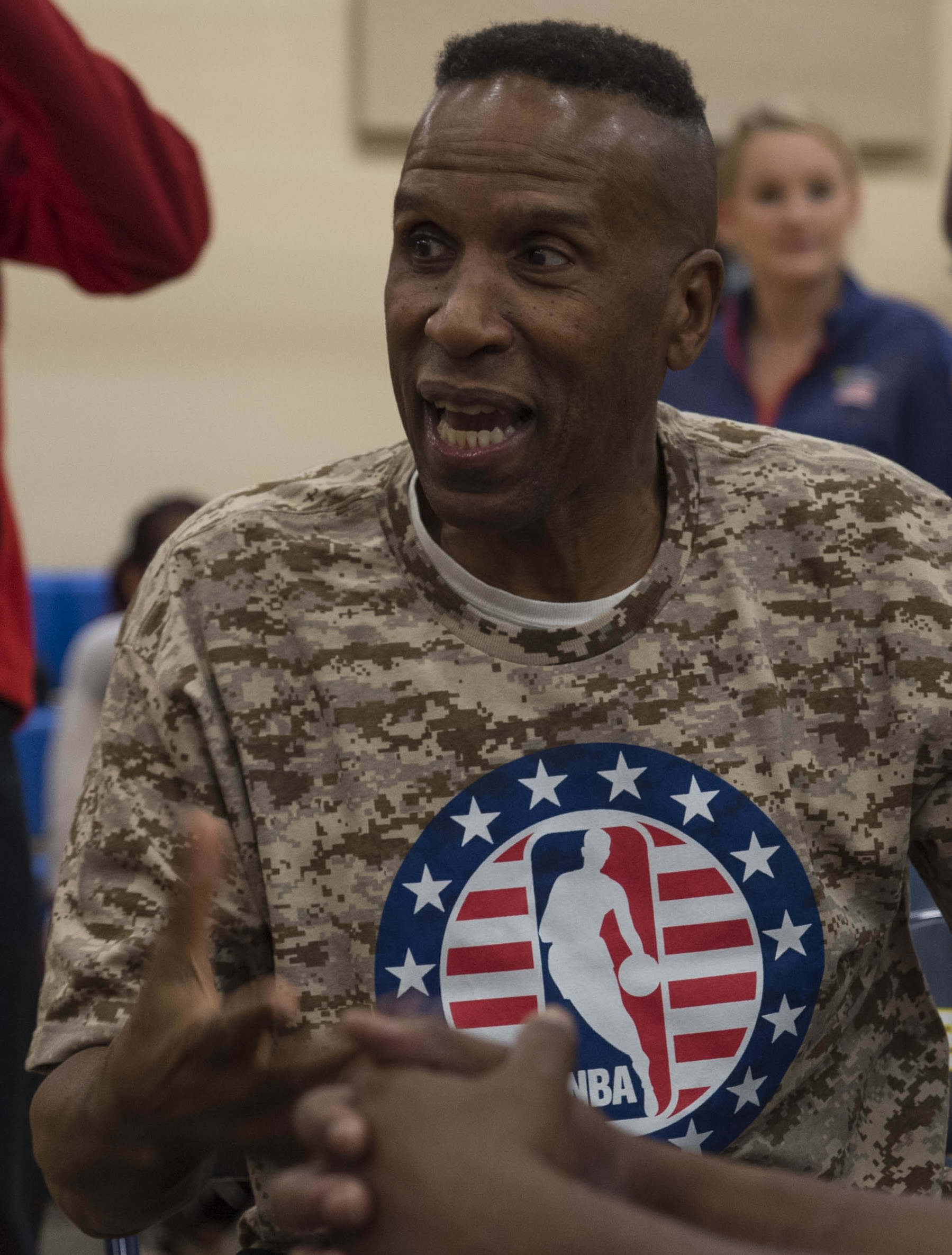

애드리안 댄틀리(Adrian Dantley, 본명: Adrian Delano Dantley, 1955년 2월 28일 ~ )는 미국의 전 프로 농구 선수이자 NBA(전미 농구 협회)에서 15시즌을 뛰었던 코치이다. 댄틀리는 6번의 NBA 올스타, 2번의 올-NBA 셀렉션, 2번의 NBA 득점 챔피언이다. 댄틀리는 은퇴 당시 NBA 통산 득점 목록에서 9위를 기록했고, 2008년 네이스미스 기념 농구 명예의 전당에 헌액되었다. 2003년부터 2011년까지 NBA 덴버 너기츠의 보조 코치를 역임했다. 노틀담 파이팅 아이리시에서 대학 농구를 했다.

## 경력
선수 경력
- 1976-1977: 버팔로 브레이브스
- 1977: 인디애나 페이서스
- 1977-1979: 로스앤젤레스 레이커스
- 1979-1986: 유타 재즈
- 1986-1989: 디트로이트 피스톤스
- 1989-1990: 댈러스 매버릭스
- 1991: 밀워키 벅스
- 1991-1992: 아레시움 밀라노

코치 경력
- 2003–2011: 덴버 너겟츠 (어시스턴트)